# Atbasar
Atbasar (ryska: Атбасар) är en ort i Kazakstan. Den ligger i oblystet Aqmola, i den centrala delen av landet, 220 km väster om huvudstaden Astana. Atbasar ligger 283 meter över havet och antalet invånare är 34 797.
Terrängen runt Atbasar är platt. Runt Atbasar är det mycket glesbefolkat, med 3 invånare per kvadratkilometer. Trakten runt Atbasar består i huvudsak av gräsmarker.